# ペスココスタンツォ
ペスココスタンツォ（イタリア語: Pescocostanzo）は、イタリア共和国アブルッツォ州ラクイラ県にある、人口約1,100人の基礎自治体（コムーネ）。

## 地理

### 位置・広がり

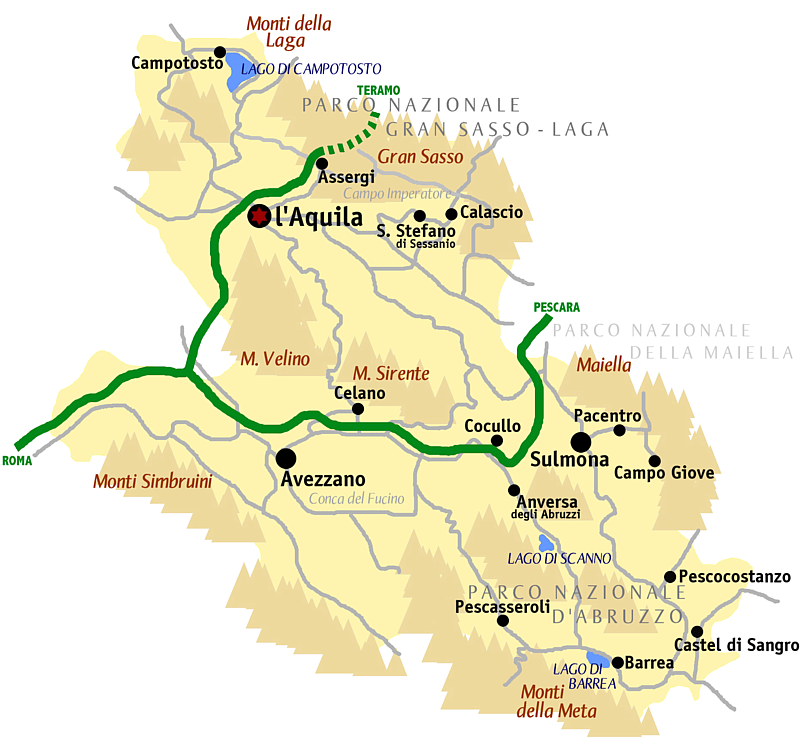
ラクイラ県概略図

ラクイラ県南東部に位置するコムーネ。

#### 隣接コムーネ
隣接するコムーネは以下の通り。
- アテレータ
- カンサーノ
- パレーナ (CH)
- ペットラーノ・スル・ジーツィオ
- リヴィゾンドリ
- ロッカ・ピーア
- ロッカラーゾ